# Халит
Халитът (на гръцки: ἅλίτης – „сол“), наричан още каменна сол, е минерал от хлоридите, който представлява кристалната форма на натриевия хлорид (NaCl), известен и като готварска сол.

## Свойства
Халитът се образува във вид на кубични кристали, които в чист вид са безцветни до бели на цвят, но могат да имат и син, лилав, червен, розов, жълт, оранжев или сив оттенък, всяка от които окраски се дължи на определени органични или неорганични примеси в минерала.

## Разпространение
Среща се в пластовете на седиментните скали и в пресъхващите лимани, езера или морета. Жили от лилав, влакнест халит съществуват във Франция. Солни кристали се образуват бързо в пресъхващи водоеми, което причинява отлагания на халит, покриващи предметите, които са били потопени във водата. „Халитени цветя“ са вид редки сталактити от навити фибри халит, които се срещат в някои сухи пещери в Австралия.
Слоевете от каменна сол могат да бъдат дебели до 350 m и да простират на огромна територия. Така например, в САЩ и Канада съществува масивен подземен пласт, който се разпростира от планините Апалачи в западните части на щата Ню Йорк през езерото Онтарио до езерото Мичиган. Съществуват и вертикални пластове от халит, които са били смачкани и изтласкани нагоре от тежестта на обкръжаващите ги скали. В Иран се срещат и солени „ледници“, където халитът си е пробил път до повърхността и се спуска надолу по склона.

## Приложение
Каменната сол се преработва във вид на удобна за ползване в готварството готварска сол, широко използвана като овкусител и за съхранение (чрез осоляване) на месо. Някои култури, особено в Африка, предпочитат широк набор от различни каменни соли за различните ястия.
Друга честа употреба на халита е за обработка на леда по пътните настилки, при което се използва това, че солената вода има по-ниска точка на замръзване, съответно поставянето на сол или солена вода върху лед би го разтопило. Посипването на сол върху пътищата и тротоарите е стандартна практика в държавите с по-студен климат. Повечето общини разпръскват смес от пясък и сол по време на и след снежна буря, за да се подобри сцеплението на автомобилните гуми.
Халитът понякога се използва и в селското стопанство, за да се спре растежът на ливадната трева. Той има приложение и в промишлеността – за производство на хлор, натриев хидроксид и солна киселина.

## Галерия
- Халитов кристал от Германия
- Редки халитови кристали от Фаюм, Египет
- Халитови отлагания в Долината на смъртта в Калифорния, САЩ
- Халит от Нанси, Франция
- Сравнение на прозрачността на халита и калцита